# برنامه جنگ‌افزار هسته‌ای آلمان
باشگاه اورانیوم (Uranverein) یا پروژه اورانیوم (Uranprojekt) عناوینی بودند که به پروژه آلمان نازی برای تحقیق درباره فناوری هسته‌ای شامل جنگ‌افزار هسته‌ای و رآکتور هسته‌ای در طول جنگ جهانی دوم اشاره داشتند. این پروژه چندین مرحله از کار را پشت سر گذاشت اما طبق گفته مارک واکر در نهایت «در مرحله آزمایشگاهی منجمد شد»؛ با «هدفی محدود» برای «ساختن رآکتوری هسته‌ای که بتواند واکنش زنجیره‌ای شکافت هسته‌ای برای مدت زمانی قابل توجه و بدست آوردن جداسازی کامل حداقل مقدار کمی از ایزوتوپ‌های اورانیوم را فراهم کند». اجماع دانشوران بر این است که این پروژه نتوانست این اهداف را بدست آورد و با وجود ترس‌هایی که در آن زمان وجود داشت، آلمانی‌ها هیچگاه نزدیک به ساختن سلاح‌های هسته‌ای نشده بودند.